# Demen en Langel

Voorgesteld dorpswapen voor Demen en Langel

Demen en Langel is een voormalige gemeente in Noord-Brabant die bestond uit de dorpen Demen en Langel. Langel is de oude naam voor Neerlangel.
Demen en Langel zijn sinds 1700 een eenheid. In 1810 is de gemeente gefuseerd met de gemeente Dieden tot Dieden, Demen en Langel. Inmiddels is deze voormalige gemeente onderdeel van de gemeente Oss. 
Beide dorpen behoorden in 1331 tot het Land van Herpen.